# Voil
Voil Inc. (株式会社Voil Kabushiki-gaisha Voil?), es un estudio de animación japonés fundado en 2022.

## Historia
Fue fundada en marzo de 2022 por el productor Takeo Otaka, quien trabajó para Office Ao y Manglobe, y participó en la fundación de Geno Studio.
El nombre de la empresa, Voil, significa "hervir" o "brotar", y encarna el deseo de ser una empresa que haga “hervir” de emoción a quienes vean sus películas, que haga “brotar” nuevos talentos entre el personal que colabora en ellas y que también haga “hervir” las pasiones ocultas dentro de quienes producen las obras.
Como objetivo a medio y largo plazo, para un periodo de entre 5 y 10 años, la empresa tiene como meta convertirse en un estudio sólido capaz de producir tanto “obras familiares que puedan disfrutar desde niños hasta adultos” como “producciones de alta calidad para los aficionados al anime”.
El primer trabajo del estudio como productor principal, es la adaptación al anime de la serie de manga Acro Trip.

## Obras

### Series de televisión
| Año  | Título                       | Director       | Fecha de primera transmisión | Fecha de última transmisión | Eps. | Notas                                                                            | Refs.             |
| ---- | ---------------------------- | -------------- | ---------------------------- | --------------------------- | ---- | -------------------------------------------------------------------------------- | ----------------- |
| 2024 | Acro Trip                    | Ayumu Kotake   | 2 de octubre de 2024         | 18 de diciembre de 2024     | 12   | Adaptación del manga escrito e ilustrado por Yone Sawata.                        | [ 3 ] [ 4 ] [ 5 ] |
| 2025 | Egao no Taenai Shokuba desu. | Kaoru Suzuki   | Octubre de 2025              | —                           | —    | Adaptación del manga escrito e ilustrado por Kuzushiro.                          | [ 6 ] [ 7 ]       |
| 2026 | Replica Datte, Koi o Suru.   | Ryuichi Kimura | 2026                         | —                           | —    | Adaptación de las novelas ligeras escritas por Harunadon e ilustradas por Raemz. | [ 8 ] [ 9 ]       |